# Terra Sonderband
Terra Sonderband war eine  westdeutsche Science-Fiction-Heftromanreihe, die von 1958 bis 1965 in 99 Ausgaben im Münchner Moewig-Verlag erschien.
Die Reihe wurde analog zum Utopia-Großband konzipiert und wurde von Günter M. Schelwokat bearbeitet. Die Hefte umfassten gut 96 Seiten und kosteten 1.- DM. Neben angloamerikanischer Mittelklasse-SF wurden auch hochwertige Werke wie Slan, Mission of Gravity oder Foundation publiziert. Wie bei anderen Heftromanpublikationen litten die Übersetzungen unter massiven Kürzungen.
Ab 1965 wurde die Reihe als Terra Taschenbuch weitergeführt, wobei die Zählung der Taschenbücher mit Band 100 begann. Ab 1971 erschienen die Taschenbücher im Pabel Verlag. Terra Taschenbuch war nach Heyne Science Fiction (ab 1958) und Goldmanns Zukunftsromanen (1960–1967) die drittälteste deutsche SF-Taschenbuchreihe. Durch die Normung auf 160 Seiten ergaben sich bei Übersetzungen teilweise massive Kürzungen. Bis 1986 erschienen 272 Bände, in beiden Reihen zusammen 371 Bände.

## Liste der Titel
| Bedeutung der Abkürzungen und Symbole in den nachfolgenden Tabellen: | Bedeutung der Abkürzungen und Symbole in den nachfolgenden Tabellen: | Bedeutung der Abkürzungen und Symbole in den nachfolgenden Tabellen:                             |
| -------------------------------------------------------------------- | -------------------------------------------------------------------- | ------------------------------------------------------------------------------------------------ |
| F                                                                    | Fix-up                                                               | Zu einem Roman umgearbeitete Kurzgeschichte(n)                                                   |
| S                                                                    | Sammlung                                                             | Sammlung mehrerer Geschichten eines Autors                                                       |
| OS                                                                   | Originalausgabe einer Sammlung                                       | Sammlung mehrerer Geschichten eines Autors In dieser Zusammenstellung nur auf Deutsch erschienen |
| A                                                                    | Anthologie                                                           | Sammlung mehrerer Geschichten verschiedener Autoren                                              |
| *                                                                    |                                                                      | Enthält eine weitere Geschichte eines anderen Autors                                             |

### Terra Sonderband
| Nr. | Jahr | Autor                                   | Titel                                                        | Originaltitel                                                                                             |
| --- | ---- | --------------------------------------- | ------------------------------------------------------------ | --- |
| 01  | 1958 | Clark Darlton                           | Der galaktische Krieg #1: Attentat auf Sol                   | |
| 02  | 1958 | G. Martynow                             | 220 Tage im Weltraumschiff                                   | 220 дней на звездолёте                                                                                    |
| 03  | 1958 | Clark Darlton                           | Der galaktische Krieg #2: Zurück aus der Ewigkeit (*)        | |
| 04  | 1958 | Wilson Tucker                           | Das endlose Schweigen                                        | The Long Loud Silence                                                                                     |
| 05  | 1958 | Clark Darlton                           | Der galaktische Krieg #3: Die galaktische Föderation         | |
| 06  | 1958 | Fredric Brown                           | Das andere Universum                                         | What Mad Universe                                                                                         |
| 07  | 1958 | James White                             | Die Außerirdischen                                           | Tourist Planet (auch: The Secret Visitors)                                                                |
| 08  | 1958 | A.E. van Vogt                           | Das Reich der fünfzig Sonnen                                 | The Mixed Men (auch: Mission to the Stars) (F)                                                            |
| 09  | 1958 | E. C. Tubb                              | Kinder des Weltalls                                          | The Space-Born (auch: Star Ship)                                                                          |
| 10  | 1958 | Jerry Sohl                              | Das vertauschte Ich                                          | The Altered Ego                                                                                           |
| 11  | 1959 | Clark Darlton                           | Starlight #2: Vater der Menschheit                           | |
| 12  | 1959 | Hal Clement                             | Unternehmen Schwerkraft                                      | Mission of Gravity                                                                                        |
| 13  | 1959 | A.E. van Vogt                           | Slan                                                         | Slan |
| 14  | 1959 | Raymond F. Jones                        | Das Erbe der Hölle                                           | The Alien                                                                                                 |
| 15  | 1959 | Wilson Tucker                           | Der Unheimliche                                              | Wild Talent (auch: Man from Tomorrow)                                                                     |
| 16  | 1959 | J. T. McIntosh                          | Einer von dreihundert                                        | One in Three Hundred (F)                                                                                  |
| 17  | 1959 | Clark Darlton                           | Starlight #4: Geheime Order für Andromeda                    | |
| 18  | 1959 | Harold Mead                             | Der strahlende Phoenix                                       | The Bright Phoenix                                                                                        |
| 19  | 1959 | George O. Smith                         | Weltraumpest                                                 | Highways in Hiding (auch: Space Plague)                                                                   |
| 20  | 1959 | Charles L. Fontenay                     | Legion der Zeitlosen                                         | Twice Upon a Time                                                                                         |
| 21  | 1959 | J. T. McIntosh                          | Die Überlebenden                                             | The Fittest (auch: The Rule of the Pagbeasts)                                                             |
| 22  | 1959 | Isaac Asimov                            | Foundation #1: Terminus der letzte Planet                    | Foundation (auch: The 1,000 Year Plan)                                                                    |
| 23  | 1959 | Clark Darlton                           | Starlight #1: Planet YB 23                                   | |
| 24  | 1960 | Isaac Asimov                            | Foundation #1/#2: Der galaktische General                    | Foundation (auch: The 1,000 Year Plan) / Foundation and Empire (auch: The Man Who Upset the Universe)     |
| 25  | 1960 | Jesco von Puttkamer                     | Die Reise des schlafenden Gottes (auch: Der schlafende Gott) | |
| 26  | 1960 | Isaac Asimov                            | Foundation #2: Der Mutant                                    | Foundation and Empire (auch: The Man Who Upset the Universe)                                              |
| 27  | 1960 | Milton Lesser                           | Verpflichtet für das Niemandsland                            | Recruit for Andromeda (F)                                                                                 |
| 28  | 1960 | Isaac Asimov                            | Foundation #3: Alle Wege führen nach Trantor                 | Second Foundation (auch: 2nd Foundation: Galactic Empire)                                                 |
| 29  | 1960 | Wilson Tucker                           | Time Masters #2: Die Zeitbombe                               | Time Bomb (auch: Tomorrow Plus X)                                                                         |
| 30  | 1960 | Poul Anderson                           | Die Söhne der Erde                                           | The Enemy Stars (auch: We Have Fed Our Sea)                                                               |
| 31  | 1960 | Kurt Mahr                               | Conquest #1: Ringplanet in NGC 3031                          | |
| 32  | 1960 | Roger Lee Vernon                        | Die Stunde der Roboter                                       | Robot Hunt                                                                                                |
| 33  | 1960 | David Grinnell                          | Projekt Mikrokosmos                                          | Edge of Time                                                                                              |
| 34  | 1960 | Tom Godwin                              | Sie starben auf Ragnarok                                     | The Survivors (auch: Space Prison)                                                                        |
| 35  | 1960 | A.E. van Vogt                           | Isher #1: Die Waffenhändler von Isher                        | The Weapon Shops of Isher (F)                                                                             |
| 36  | 1960 | A.E. van Vogt                           | Isher #2: Die Waffenschmiede von Isher                       | The Weapon Makers (auch: One Against Eternity)                                                            |
| 37  | 1961 | Raymond Z. Gallun                       | Dawn of the Demi-Gods #1: Tödliche Träume                    | Passport to Jupiter                                                                                       |
| 38  | 1961 | Poul Anderson                           | Psychotechnik-Bund: Planet der Amazonen                      | Virgin Planet (F)                                                                                         |
| 39  | 1961 | John Brunner                            | Bürger der Galaxis                                           | Slavers of Space                                                                                          |
| 40  | 1961 | L. Sprague de Camp & P. Schuyler Miller | Die neuen Herrscher                                          | Genus Homo                                                                                                |
| 41  | 1961 | Poul Anderson                           | Dominic Flandry: Schach dem Unbekannten                      | We Claim These Stars! (F) (auch: Hunters of the Sky Cave)                                                 |
| 42  | 1961 | George O. Smith                         | Die Sonneningenieure                                         | Troubled Star                                                                                             |
| 43  | 1961 | A.E. van Vogt                           | Atom-Imperium #2: Der Zauberer von Linn                      | The Wizard of Linn                                                                                        |
| 44  | 1961 | Kurt Mahr                               | Die Milliardenstadt                                          | |
| 45  | 1961 | Kenneth Bulmer                          | Forschungskreuzer Saumarez                                   | Defiance                                                                                                  |
| 46  | 1961 | E. C. Tubb                              | Die Marskolonie                                              | Alien Dust (F)                                                                                            |
| 47  | 1961 | Lloyd Biggle, jr.                       | Die Unbesiegbaren                                            | The Angry Espers (auch: A Taste of Fire)                                                                  |
| 48  | 1961 | Wilson Tucker                           | Der letzte Flug der Xanthus                                  | To the Tombaugh Station (F)                                                                               |
| 49  | 1961 | Murray Leinster                         | Weltraumarzt: Der Weltraumarzt                               | The Mutant Weapon (auch: Med Service)                                                                     |
| 50  | 1962 | Martin Greenberg (Hrsg.)                | Die Roboter und wir (A)                                      | The Robot and the Man                                                                                     |
| 51  | 1962 | Jerry Sohl                              | Das Mars-Monopol                                             | The Mars Monopoly                                                                                         |
| 52  | 1962 | Murray Leinster                         | Weltraumarzt: Der Weltraumarzt und die Seuche von Dara       | Pariah Planet (auch: This World is Taboo)                                                                 |
| 53  | 1962 | Henry Kuttner 1                         | Alle Zeit der Welt (1. Teil)                                 | Fury (auch: Destination: Infinity)                                                                        |
| 54  | 1962 | Henry Kuttner 1                         | Alle Zeit der Welt (2. Teil)                                 | Fury (auch: Destination: Infinity)                                                                        |
| 55  | 1962 | Eric Frank Russell                      | Die Wespe                                                    | Wasp |
| 56  | 1962 | Donald A. Wollheim (Hrsg.)              | Sternenstaub (A)                                             | Adventures in the Far Future                                                                              |
| 57  | 1962 | Philip José Farmer                      | Die Irrfahrt des Mr. Green                                   | The Green Odyssey                                                                                         |
| 58  | 1962 | Kurt Mahr                               | Das Raumschiff der Verdammten (1. Teil)                      | |
| 59  | 1962 | Kurt Mahr                               | Das Raumschiff der Verdammten (2. Teil)                      | |
| 60  | 1962 | Andre Norton                            | Gehirnwäsche                                                 | Star Hunter                                                                                               |
| 61  | 1962 | A.E. van Vogt                           | Der Mann mit dem dritten Auge                                | Siege of the Unseen (auch: The Chronicler; auch: The Three Eyes of Evil)                                  |
| 62  | 1962 | Donald A. Wollheim (Hrsg.)              | Das Rätsel der Venus (A)                                     | The Hidden Planet                                                                                         |
| 63  | 1962 | John Brunner                            | Ein Planet zu verschenken                                    | The World Swappers (S)                                                                                    |
| 64  | 1962 | Kurt Mahr                               | Bluff der Jahrtausende                                       | |
| 65  | 1963 | Sam Merwin jr.                          | Zeit-Agenten #2: Die Zeit-Agenten                            | The Faces of Time (F)                                                                                     |
| 66  | 1963 | Raymond Z. Gallun                       | Sternenfieber                                                | The Planet Strappers                                                                                      |
| 67  | 1963 | Robert Silverberg                       | Der Held des Universums (S)                                  | Next Stop the Stars                                                                                       |
| 68  | 1963 | Wilson Tucker                           | Die Stadt im Meer                                            | The City in the Sea                                                                                       |
| 69  | 1963 | Rex Gordon                              | Im Kosmos verschollen                                        | First to the Stars (auch: The Worlds of Eclos)                                                            |
| 70  | 1963 | Murray Leinster                         | Die Kinder vom fünften Planeten                              | Four from Planet 5                                                                                        |
| 71  | 1963 | Fredric Brown                           | Flitterwochen in der Hölle (S)                               | Honeymoon in Hell                                                                                         |
| 72  | 1963 | Clark Darlton                           | Das Erbe von Hiroshima                                       | |
| 73  | 1963 | Andre Norton                            | Der Letzte der Navajos (1. Teil)                             | The Beast Master                                                                                          |
| 74  | 1963 | Andre Norton                            | Der Letzte der Navajos (2. Teil)                             | The Beast Master                                                                                          |
| 75  | 1963 | Fredric Brown                           | Einzelgänger des Alls                                        | Rogue in Space (F)                                                                                        |
| 76  | 1963 | Philip K. Dick                          | Eine Handvoll Dunkelheit (S)                                 | A Handful of Darkness                                                                                     |
| 77  | 1963 | John Brunner                            | Der große Zeitkrieg                                          | Threshold of Eternity                                                                                     |
| 78  | 1963 | Andre Norton                            | Zeitagenten #1: Operation Vergangenheit                      | The Time Traders                                                                                          |
| 79  | 1964 | Rex Gordon                              | Der Mars-Robinson                                            | No Man Friday (auch: First on Mars)                                                                       |
| 80  | 1964 | Andre Norton                            | Zeitagenten #2: Spähtrupp in die Vergangenheit               | Galactic Derelict                                                                                         |
| 81  | 1964 | Ernst Vlcek & H. W. Mommers             | Das Problem Epsilon (S)                                      | |
| 82  | 1964 | John Brunner                            | Zarathustra #1: Geheimagentin der Erde                       | Secret Agent of Terra (auch: The Avengers of Carrig)                                                      |
| 83  | 1964 | Michael Schenk                          | Der Mann, der ein Roboter war                                | |
| 84  | 1964 | Edmond Hamilton                         | Das Gestirn der Ahnen                                        | The Haunted Stars                                                                                         |
| 85  | 1964 | Edmund Cooper                           | Endstation Zukunft (S)                                       | Tomorrow’s Gift                                                                                           |
| 86  | 1964 | Hans Kneifel                            | Geist ohne Fesseln                                           | |
| 87  | 1964 | H. Beam Piper                           | Fuzzy #1: Der kleine Fuzzy                                   | Little Fuzzy                                                                                              |
| 88  | 1964 | H. G. Ewers                             | Das Ende der Zeitreise (S)                                   | |
| 89  | 1964 | Alan E. Nourse                          | Phantom-City                                                 | Rocket to Limbo                                                                                           |
| 90  | 1964 | Clark Darlton                           | Die dritte Chance                                            | |
| 91  | 1964 | A.E. van Vogt                           | Bis in die Unendlichkeit (OS)                                | The Search / Not Only Dead Men / Enchanted Village (auch: The Sands of Mars) / Process / Ship of Darkness |
| 92  | 1965 | Raymond Z. Gallun                       | Apollo auf Mondkurs                                          | Apollo at Go                                                                                              |
| 93  | 1965 | Poul Anderson                           | Der Unangreifbare                                            | Shield |
| 94  | 1965 | Fredric Brown                           | Sehnsucht nach der grünen Erde (S)                           | Space on My Hands                                                                                         |
| 95  | 1965 | H. G. Ewers                             | Der Weltraum-Krieg                                           | |
| 96  | 1965 | Chad Oliver                             | Menschen auf fremden Sternen (S)                             | Another Kind                                                                                              |
| 97  | 1965 | L. Sprague de Camp                      | Das Mittelalter findet nicht statt                           | Lest Darkness Fall                                                                                        |
| 98  | 1965 | H. G. Ewers                             | Friedhof der Roboter (S)                                     | |
| 99  | 1965 | Algis Budrys                            | Exil auf Centaurus                                           | The Falling Torch (F)                                                                                     |

Anmerkung:

### Terra Taschenbuch
| Nr. | Jahr | Autor                                          | Titel                                                       | Originaltitel                                                         |
| --- | ---- | ---------------------------------------------- | ----------------------------------------------------------- | --------------------------------------------------------------------- |
| 100 | 1965 | Hans Kneifel                                   | Der Traum der Maschine                                      |                                                                       |
| 101 | 1965 | Eric Frank Russell                             | Die Große Explosion                                         | The Great Explosion (F)                                               |
| 102 | 1965 | John Brunner                                   | Die Wächter der Sternstation                                | To Conquer Chaos                                                      |
| 103 | 1965 | Poul Anderson                                  | Die Zeit und die Sterne (S)                                 | Time and Stars                                                        |
| 104 | 1965 | A.E. van Vogt                                  | 200 Millionen Jahre später                                  | The Book of Ptath (auch: Ptath; auch: Two Hundred Million A. D.)      |
| 105 | 1966 | Andre Norton                                   | Das große Abenteuer des Mutanten                            | Daybreak – 2250 A. D. (auch: Star Man’s Son, 2250 A.D.)               |
| 106 | 1966 | Richard Matheson                               | Der dritte Planet (S)                                       | Born of Man and Woman 2                                               |
| 107 | 1966 | James White                                    | Gefängnis im All                                            | The Escape Orbit (auch: Open Prison)                                  |
| 108 | 1966 | Harry Harrison                                 | Die Pest kam von den Sternen                                | Plague from Space (auch: The Jupiter Legacy)                          |
| 109 | 1966 | Isaac Asimov                                   | Unendlichkeit × 5 (S)                                       | Nine Tomorrows                                                        |
| 110 | 1966 | Kenneth Bulmer                                 | Im Reich der Dämonen                                        | The Demons (auch: Demons’ World)                                      |
| 111 | 1966 | Keith Laumer                                   | Im Banne der Zeitmaschine                                   | The Great Time Machine Hoax (auch: A Hoax in Time)                    |
| 112 | 1966 | Robert Silverberg                              | Menschen für den Mars (S)                                   | To Worlds Beyond                                                      |
| 113 | 1966 | Clifford D. Simak                              | Planet zu verkaufen                                         | They Walked Like Men                                                  |
| 114 | 1966 | Robert A. Heinlein                             | Das Ultimatum von den Sternen                               | The Star Beast (auch: Star Lummox)                                    |
| 115 | 1966 | Keith Laumer                                   | Retief #2: Diplomat der Galaxis (S)                         | Galactic Diplomat                                                     |
| 116 | 1966 | Poul Anderson                                  | Gunnar Heim: Freibeuter im Weltraum                         | The Star Fox (F)                                                      |
| 117 | 1966 | Hans Kneifel                                   | Lichter des Grauens                                         |                                                                       |
| 118 | 1967 | William R. Burkett, jr.                        | Die schlafende Welt                                         | Sleeping Planet                                                       |
| 119 | 1967 | Mark Clifton & Frank Riley                     | Computer der Unsterblichkeit                                | They’d Rather Be Right (auch: The Forever Machine)                    |
| 120 | 1967 | Brian W. Aldiss                                | Das Ende aller Tage (S)                                     | Galaxies Like Grains of Sand                                          |
| 121 | 1967 | A. E. van Vogt & Edna Mayne Hull               | Im Reich der Vogelmenschen                                  | The Winged Man                                                        |
| 122 | 1967 | James White                                    | Gefangene des Meeres                                        | The Watch Below                                                       |
| 123 | 1967 | Clark Darlton & Robert Artner                  | Holocaust #1: Der strahlende Tod                            |                                                                       |
| 124 | 1967 | Poul Anderson                                  | David Falkayn: Die unsichtbare Sonne (S)                    | The Trouble Twisters                                                  |
| 125 | 1967 | Frederik Pohl & Jack Williamson                | Sternengott #2: Der Sternengott                             | Starchild                                                             |
| 126 | 1967 | Poul Anderson                                  | Dominic Flandry: Dominic Flandry – Spion im All             | Ensign Flandry (F)                                                    |
| 127 | 1967 | Clark Darlton                                  | Hades – die Welt der Verdammten                             |                                                                       |
| 128 | 1967 | Keith Laumer                                   | Krieg auf dem Mond                                          | A Plague of Demons                                                    |
| 129 | 1967 | H. G. Ewers                                    | Wächter der Venus                                           |                                                                       |
| 130 | 1967 | Raymond F. Jones                               | Der Mann zweier Welten                                      | Man of Two Worlds (auch: Renaissance)                                 |
| 131 | 1968 | Daniel F. Galouye                              | Basis Alpha (OS)                                            | Recovery Area / Spawn of Doom / The Big Blow-Up / Centipedes of Space |
| 132 | 1968 | Hans Kneifel                                   | Die Männer der Raumstation                                  |                                                                       |
| 133 | 1968 | Clifford D. Simak                              | Geschäfte mit der Ewigkeit                                  | Why Call Them Back from Heaven?                                       |
| 134 | 1968 | Hans Kneifel                                   | Raumschiff Orion #1: Angriff aus dem All                    |                                                                       |
| 135 | 1968 | Kurt Mahr                                      | Die Diktatorin der Welt                                     |                                                                       |
| 136 | 1968 | Hans Kneifel                                   | Raumschiff Orion #2: Planet außer Kurs                      |                                                                       |
| 137 | 1968 | A.E. van Vogt                                  | Die Bestie                                                  | The Beast (F) (auch: Moonbeast)                                       |
| 138 | 1968 | Hans Kneifel                                   | Raumschiff Orion #3: Die Hüter des Gesetzes                 |                                                                       |
| 139 | 1968 | Clark Darlton & Robert Artner                  | Holocaust #2: Leben aus der Asche                           |                                                                       |
| 140 | 1968 | Hans Kneifel                                   | Raumschiff Orion #4: Deserteure                             |                                                                       |
| 141 | 1968 | Robert Silverberg                              | UFOs über der Erde                                          | Those Who Watch                                                       |
| 142 | 1968 | Hans Kneifel                                   | Raumschiff Orion #5: Kampf um die Sonne                     |                                                                       |
| 143 | 1968 | Keith Laumer                                   | Lafayette O’Leary #1: Das große Zeitabenteuer               | The Time Bender (F)                                                   |
| 144 | 1968 | Hans Kneifel                                   | Raumschiff Orion #6: Die Raumfalle                          |                                                                       |
| 145 | 1968 | Robert Silverberg                              | Flucht aus der Zukunft                                      | The Time Hoppers                                                      |
| 146 | 1968 | Hans Kneifel                                   | Raumschiff Orion #7: Invasion (*)                           |                                                                       |
| 147 | 1968 | Curt Siodmak                                   | Donovans Gehirn                                             | Donovan’s Brain                                                       |
| 148 | 1968 | Murray Leinster                                | Eroberer des Alls                                           | Men Into Space                                                        |
| 149 | 1968 | Hans Kneifel                                   | Die metallenen Herrscher                                    |                                                                       |
| 150 | 1968 | James White                                    | Das Raumschiff der Rätsel                                   | All Judgement Fled                                                    |
| 151 | 1968 | Kenneth Bulmer                                 | Sterbendes Land Utopia                                      | To Outrun Doomsday                                                    |
| 152 | 1968 | Hans Kneifel                                   | Raumschiff Orion #8: Die Erde in Gefahr                     |                                                                       |
| 153 | 1968 | Larry Maddock                                  | Hannibal Fortune #1: Agenten der Galaxis                    | The Flying Saucer Gambit                                              |
| 154 | 1968 | Hans Kneifel                                   | Raumschiff Orion #9: Planet der Illusionen                  |                                                                       |
| 155 | 1969 | Larry Maddock                                  | Hannibal Fortune #2: Die goldene Göttin                     | The Golden Goddess Gambit                                             |
| 156 | 1969 | Hans Kneifel                                   | Raumschiff Orion #10: Wettflug mit dem Tod                  |                                                                       |
| 157 | 1969 | Larry Maddock                                  | Hannibal Fortune #3: Räuber von den Sternen                 | The Emerald Elephant Gambit                                           |
| 158 | 1969 | Hans Kneifel                                   | Raumschiff Orion #11: Schneller als das Licht               |                                                                       |
| 159 | 1969 | Keith Laumer                                   | Retief #3: Diplomat und Rebell von Terra                    | Retief’s War                                                          |
| 160 | 1969 | Hans Kneifel                                   | Raumschiff Orion #12: Die Mordwespen                        |                                                                       |
| 161 | 1969 | George Henry Smith                             | Aufstand der Maschinen                                      | The Four Day Weekend                                                  |
| 162 | 1969 | Murray Leinster                                | Das Ende der Galaxis (S)                                    | Twists in Time                                                        |
| 163 | 1969 | Andre Norton                                   | Jern Murdoc #1: Der Schlüssel zur Sternenmacht              | The Zero Stone                                                        |
| 164 | 1969 | Dan Morgan                                     | PSI-Agenten #1: Das Labor der Esper                         | The New Minds                                                         |
| 165 | 1969 | William Voltz                                  | Hotel Galactic                                              |                                                                       |
| 166 | 1969 | Andre Norton                                   | Mondsänger #1: Das Geheimnis des Mondsängers                | Moon of Three Rings                                                   |
| 167 | 1969 | Keith Laumer                                   | Die Invasoren #1: Invasoren der Erde (S)                    | The Invaders (auch: The Meteor Men) 3                                 |
| 168 | 1969 | Keith Laumer                                   | Die Invasoren #2: Feinde aus dem Jenseits (S) 4             | Enemies from Beyond                                                   |
| 169 | 1969 | Jean & Jeff Sutton                             | Der programmierte Mensch                                    | The Programmed Man                                                    |
| 170 | 1969 | Bill Adler (Hrsg.)                             | Das Rätsel der UFOs (A) 5                                   | Letters to the Air Force on UFOs                                      |
| 171 | 1970 | Groff Conklin (Hrsg.)                          | Unirdische Visionen (A)                                     | 5 Unearthly Visions                                                   |
| 172 | 1970 | Harry Harrison                                 | Zeitreise in Technicolor                                    | The Technicolor Time Machine (auch: The Time-Machined Saga)           |
| 173 | 1970 | Lloyd Biggle, jr.                              | Jan Darzek #2: Wächter der Dunkelheit                       | Watchers of the Dark                                                  |
| 174 | 1970 | Andre Norton                                   | Warlock #2: Im Banne der Träume                             | Ordeal in Otherwhere                                                  |
| 175 | 1970 | Ivan Howard (Hrsg.)                            | Gespenst aus der Zukunft (A)                                | Things                                                                |
| 176 | 1970 | Keith Laumer                                   | Retief #4: Diplomat der Grenzwelten                         | Retief and the Warlords                                               |
| 177 | 1970 | Gordon R. Dickson                              | Childe Zyklus: Söldner der Galaxis                          | The Genetic General (auch: Dorsai!)                                   |
| 178 | 1970 | Andre Norton                                   | Jern Murdoc #2: Sterne ohne Namen                           | Uncharted Stars                                                       |
| 179 | 1970 | John D. MacDonald                              | Flucht in die rote Welt                                     | The Girl, the Gold Watch and Everything                               |
| 180 | 1970 | Robert A. Heinlein                             | Die Tramps von Luna                                         | The Rolling Stones (auch: Space Family Stone)                         |
| 181 | 1970 | Robert Silverberg (Hrsg.)                      | Menschen und Maschinen (A)                                  | Men and Machines                                                      |
| 182 | 1970 | John Brunner                                   | Treffpunkt Unendlichkeit                                    | Meeting at Infinity                                                   |
| 183 | 1970 | Keith Laumer                                   | Retief #5: Der Drachentöter (S)                             | Retief: Ambassador to Space                                           |
| 184 | 1971 | Clark Darlton                                  | Todesschach                                                 |                                                                       |
| 185 | 1971 | James White                                    | Minuszeit                                                   | Tomorrow is Too Far                                                   |
| 186 | 1971 | A.E. van Vogt                                  | Der erste Marsianer (S)                                     | The Far-Out Worlds of A. E. van Vogt                                  |
| 187 | 1972 | Keith Laumer                                   | Invasion der Nichtmenschen                                  | The House in November (F)                                             |
| 188 | 1972 | Andre Norton                                   | Die Eiskrone                                                | Ice Crown                                                             |
| 189 | 1972 | Dan Morgan                                     | PSI-Agenten #2: Esper in Aktion                             | The Several Minds                                                     |
| 190 | 1972 | A.E. van Vogt                                  | Kampf um die Ewigkeit                                       | The Battle of Forever                                                 |
| 191 | 1972 | Gordon R. Dickson                              | Vorsicht – Mensch! (S)                                      | Danger – Human (auch: The Book of Gordon Dickson)                     |
| 192 | 1972 | Dan Morgan                                     | PSI-Agenten #3: Die PSI-Agenten                             | The Mind Trap                                                         |
| 193 | 1972 | James White                                    | Brüder im Kosmos (S)                                        | The Aliens Among Us                                                   |
| 194 | 1972 | Keith Laumer                                   | Lafayette O’Leary #2: Universum der Doppelgänger            | The World Shuffler                                                    |
| 195 | 1972 | A.E. van Vogt                                  | Ungeheuer an Bord (S)                                       | M33 in Andromeda                                                      |
| 196 | 1972 | Andre Norton                                   | Mondsänger #2: Verfemte des Alls                            | Exiles of the Stars                                                   |
| 197 | 1972 | Keith Laumer                                   | Duell der Unsterblichkeit                                   | The Long Twilight                                                     |
| 198 | 1972 | Charles Eric Maine                             | Krise im Jahr 2000                                          | Crisis 2000 (auch: The Wall of Fire)                                  |
| 199 | 1972 | Hans Kneifel                                   | Sohn der Unendlichkeit                                      |                                                                       |
| 200 | 1972 | Keith Laumer                                   | Retief #7: Der Mann vom CDT (S)                             | Retief of the CDT                                                     |
| 201 | 1972 | Andre Norton                                   | Die Welt der grünen Lady                                    | Dread Companion                                                       |
| 202 | 1973 | Gordon R. Dickson                              | Geschöpfe der Nacht                                         | Sleepwalker’s World                                                   |
| 203 | 1973 | James White                                    | Die Weltraum-Mediziner #3: Die Ärzte der Galaxis (S)        | Major Operation                                                       |
| 204 | 1973 | Poul Anderson                                  | Nicholas van Rijn: Die Satanswelt                           | Satan’s World                                                         |
| 205 | 1973 | Tom Godwin                                     | Ragnarok: Die Barbaren von Ragnarok                         | The Space Barbarians                                                  |
| 206 | 1973 | Keith Laumer                                   | Invasion der Monitoren                                      | The Monitors                                                          |
| 207 | 1973 | Isaac Asimov                                   | Und Finsternis wird kommen... (S)                           | Nightfall I                                                           |
| 208 | 1973 | A.E. van Vogt                                  | Chaos über Diamantia                                        | The Darkness on Diamondia                                             |
| 209 | 1973 | Isaac Asimov                                   | Der Todeskanal (S)                                          | Nightfall II                                                          |
| 210 | 1973 | Andre Norton                                   | Central Control #2: Die Rebellen von Terra                  | Star Guard                                                            |
| 211 | 1973 | Isaac Asimov                                   | Vergangene Zukunft (S)                                      | Nightfall III                                                         |
| 212 | 1973 | Hans Kneifel                                   | Cade Chandra: Krieger des Imperiums                         |                                                                       |
| 213 | 1973 | Edmond Hamilton                                | SOS – Die Erde erkaltet                                     | City at World’s End                                                   |
| 214 | 1973 | Keith Laumer                                   | Fremde Dimensionen (S)                                      | Timetracks                                                            |
| 215 | 1973 | Fredric Brown                                  | Die grünen Teufel vom Mars                                  | Martians, Go Home                                                     |
| 216 | 1973 | Andre Norton                                   | Blut der Sternengötter                                      | Star Gate                                                             |
| 217 | 1973 | A.E. van Vogt                                  | Die Zeit der Androiden (S)                                  | More Than Superhuman                                                  |
| 218 | 1973 | Gordon R. Dickson                              | Im galaktischen Reich                                       | Wolfling                                                              |
| 219 | 1973 | Keith Laumer                                   | Zeit-Odyssee                                                | Dinosaur Beach                                                        |
| 220 | 1973 | Sam Moskowitz (Hrsg.)                          | Die Gesichter der Zukunft (A)                               | Futures to Infinity                                                   |
| 221 | 1973 | Edmond Hamilton                                | Sternenkönige #1: Herrscher im Weltraum                     | The Star Kings (auch: Beyond the Moon)                                |
| 222 | 1973 | Robert Silverberg                              | Verbannte der Ewigkeit                                      | Hawksbill Station (F) (auch: The Anvil of Time)                       |
| 223 | 1973 | A.E. van Vogt                                  | Der große Galaktiker (S) 6                                  | The Proxy Intelligence and other Mind Benders                         |
| 224 | 1973 | Andre Norton                                   | Council / Confederation #3: Der Faktor X                    | The X Factor                                                          |
| 225 | 1973 | Frank Herbert                                  | Der Kampf der Insekten                                      | The Green Brain (F)                                                   |
| 226 | 1973 | Keith Laumer                                   | Retief #1: Diplomat der Sterne (S)                          | Envoy to New Worlds                                                   |
| 227 | 1973 | Roger Zelazny                                  | Fluch der Unsterblichkeit                                   | This Immortal (auch: ... And Call Me Conrad)                          |
| 228 | 1973 | Gordon R. Dickson                              | Pioniere des Kosmos                                         | The Outposter                                                         |
| 229 | 1974 | Keith Laumer                                   | Jenseits von Zeit und Raum (S)                              | Once There Was a Giant                                                |
| 230 | 1974 | Andre Norton                                   | Psychocrat #1: Androiden im Einsatz                         | Android at Arms                                                       |
| 231 | 1974 | Samuel R. Delany                               | Einstein, Orpheus und andere                                | The Einstein Intersection (auch: A Fabulous, Formless Darkness)       |
| 232 | 1974 | Kurt Mahr                                      | Die Zeitstraße (S)                                          |                                                                       |
| 233 | 1974 | Lloyd Biggle, jr.                              | Cultural Survey #2: Die Weltverbesserer                     | The World Menders                                                     |
| 234 | 1974 | James White                                    | Gefangene des Meeres                                        | The Watch Below                                                       |
| 235 | 1974 | Clark Darlton (Hrsg.)                          | Wir, die Unsterblichen (A)                                  |                                                                       |
| 236 | 1974 | Keith Laumer                                   | Retief #6: Friedenskommissare der Galaxis                   | Retief’s Ransom                                                       |
| 237 | 1974 | Klaus Fischer                                  | Raumschiff der Generationen                                 |                                                                       |
| 238 | 1974 | Clifford D. Simak                              | Tod aus der Zukunft                                         | Time and Again (auch: Time Quarry; auch: First He Died)               |
| 239 | 1974 | Lloyd Biggle, jr.                              | Planet des Lichts                                           | The Light That Never Was                                              |
| 240 | 1974 | Isaac Asimov                                   | Lucky Starr #1: Gift vom Mars                               | David Starr, Space Ranger                                             |
| 241 | 1974 | Andre Norton                                   | Garan – der Ewige                                           | Garan the Eternal (F)                                                 |
| 242 | 1974 | Isaac Asimov                                   | Lucky Starr #2: Flug durch die Sonne                        | Lucky Starr and the Pirates of the Asteroids                          |
| 243 | 1974 | Clark Darlton                                  | Zwischen Tod und Ewigkeit                                   |                                                                       |
| 244 | 1974 | Isaac Asimov                                   | Lucky Starr #3: Im Ozean der Venus                          | Lucky Starr and the Oceans of Venus                                   |
| 245 | 1974 | C. M. Kornbluth                                | Schwarze Dynastie                                           | The Syndic                                                            |
| 246 | 1974 | Isaac Asimov                                   | Lucky Starr #4: Im Licht der Merkur-Sonne                   | Lucky Starr and the Big Sun of Mercury                                |
| 247 | 1974 | Terry Carr (Hrsg.)                             | Die Zeitfalle (A)                                           | Universe 2                                                            |
| 248 | 1974 | Isaac Asimov                                   | Lucky Starr #5: Auf den Monden des Jupiter                  | Lucky Starr and the Moons of Jupiter                                  |
| 249 | 1974 | Frank Herbert                                  | Herrscher der Erde (S)                                      | The Book of Frank Herbert                                             |
| 250 | 1974 | Isaac Asimov                                   | Lucky Starr #6: Die Ringe des Saturn                        | Lucky Starr and the Rings of Saturn                                   |
| 251 | 1974 | Hans Kneifel                                   | Planet am Scheideweg                                        |                                                                       |
| 252 | 1974 | Hal Clement                                    | Expedition zur Sonne (S)                                    | Small Changes (auch: Space Lash)                                      |
| 253 | 1974 | Robert A. Heinlein                             | Das Ultimatum von den Sternen                               | The Star Beast (auch: Star Lummox)                                    |
| 254 | 1975 | Donald A. Wollheim                             | Tod auf der Venus                                           | To Venus! To Venus!                                                   |
| 255 | 1975 | Kurt Luif (Hrsg.)                              | Phantom der Freiheit (A)                                    |                                                                       |
| 256 | 1975 | Hans Kneifel                                   | Apokalypse auf Cythera                                      |                                                                       |
| 257 | 1975 | Raymond F. Jones                               | Der Mann zweier Welten                                      | Man of Two Worlds (auch: Renaissance)                                 |
| 258 | 1975 | Donald A. Wollheim (Hrsg.)                     | Der Zeitläufer (A)                                          | The 1973 Annual World’s Best SF                                       |
| 259 | 1975 | Gordon R. Dickson                              | Das Millionen-Bewußtsein                                    | The Pritcher Mass                                                     |
| 260 | 1975 | Samuel R. Delany                               | Babel 17                                                    | Babel-17                                                              |
| 261 | 1975 | Peter Haining (Hrsg.)                          | Die Zukunftmacher (A)                                       | The Future Makers                                                     |
| 262 | 1975 | Robert A. Heinlein                             | Future History: Die lange Reise                             | Orphans of the Sky (F)                                                |
| 263 | 1975 | Gordon R. Dickson                              | Charlies Planet                                             | Alien Art                                                             |
| 264 | 1975 | Isaac Asimov                                   | Wenn die Sterne verlöschen (S)                              | The Best of Isaac Asimov I                                            |
| 265 | 1975 | A.E. van Vogt                                  | Atom-Imperium #1: Das Erbe des Atoms                        | Empire of the Atom (F)                                                |
| 266 | 1975 | Gordon R. Dickson                              | Childe Zyklus: Das Planeten-Duell                           | Tactics of Mistake                                                    |
| 267 | 1975 | Isaac Asimov                                   | Die Verschwender vom Mars (S)                               | The Best of Isaac Asimov II                                           |
| 268 | 1975 | A.E. van Vogt                                  | Atom-Imperium #2: Der Zauberer von Linn                     | The Wizard of Linn                                                    |
| 269 | 1975 | Edmund Cooper                                  | Der Eisplanet                                               | The Tenth Planet                                                      |
| 270 | 1976 | Roger Zelazny                                  | Herr der Träume                                             | The Dream Master (F)                                                  |
| 271 | 1976 | A.E. van Vogt                                  | Mann der tausend Namen                                      | The Man with a Thousand Names                                         |
| 272 | 1976 | Robert Silverberg                              | Regans Satellit                                             | Regan’s Planet                                                        |
| 273 | 1976 | Keith Laumer                                   | Der Krieg gegen die Yukks (S)                               | It’s a Mad, Mad, Mad Galaxy                                           |
| 274 | 1976 | Edmond Hamilton                                | Sternenkönige #2: Ihre Heimat sind die Sterne               | Return to the Stars (F)                                               |
| 275 | 1976 | David Gerrold                                  | Planet der Affen #3: Die Schlacht um den Planeten der Affen | Battle for the Planet of the Apes                                     |
| 276 | 1976 | Alfred Bester                                  | Der Computer und die Unsterblichen                          | The Computer Connection (auch: The Indian Giver; auch: Extro)         |
| 277 | 1976 | Jack Vance                                     | Die sterbende Erde #2: Das Auge der Überwelt                | The Eyes of the Overworld (F)                                         |
| 278 | 1976 | Robert Silverberg                              | Nacht über der Menschheit (S)                               | Parsecs and Parables                                                  |
| 279 | 1976 | Jerry Pournelle                                | Planet der Affen #4: Flucht vom Planet der Affen            | Escape from the Planet of the Apes                                    |
| 280 | 1976 | Gordon R. Dickson                              | Utopia 2050                                                 | The R-Master                                                          |
| 281 | 1976 | Frederik Pohl & Jack Williamson                | Sternengott #3: Der Outsider-Stern                          | Rogue Star                                                            |
| 282 | 1976 | Jack Vance                                     | Der neue Geist von Pao                                      | The Languages of Pao                                                  |
| 283 | 1977 | John Jakes                                     | Planet der Affen #5: Aufstand der Affen                     | Conquest of the Planet of the Apes                                    |
| 284 | 1977 | Keith Laumer                                   | Die Katastrophen-Welt                                       | Catastrophe Planet                                                    |
| 285 | 1977 | Michael Shea                                   | Die sterbende Erde: Reise in die Unterwelt                  | A Quest for Simbilis                                                  |
| 286 | 1977 | Edmund Cooper                                  | Sklaven des Himmels                                         | The Slaves of Heaven                                                  |
| 287 | 1977 | George Alec Effinger                           | Planet der Affen #6: Hetzjagd auf dem Planet der Affen      | Man the Fugitive                                                      |
| 288 | 1977 | William Tenn                                   | Von Menschen und Monstern                                   | Of Men and Monsters (F)                                               |
| 289 | 1977 | Isaac Asimov                                   | Das Ende der Dinosaurier (S)                                | Buy Jupiter I                                                         |
| 290 | 1977 | George Alec Effinger                           | Planet der Affen #7: Terror auf dem Planet der Affen        | Escape to Tomorrow                                                    |
| 291 | 1977 | Isaac Asimov                                   | Landung ohne Wiederkehr (S)                                 | Buy Jupiter II                                                        |
| 292 | 1977 | A.E. van Vogt                                  | Der Zeitspieler                                             | The Universe Maker (F)                                                |
| 293 | 1977 | George Alec Effinger                           | Planet der Affen #8: Gefangen auf dem Planeten der Affen    | Journey into Terror                                                   |
| 294 | 1977 | Jack Williamson                                | Die Macht der Dunkelheit                                    | The Power of Blackness (F)                                            |
| 295 | 1977 | A. Bertram Chandler                            | John Grimes #4: Universum der Roboter                       | The Broken Cycle                                                      |
| 296 | 1978 | Theodore R. Cogswell & Charles A. Spano Jr.    | Raumschiff Enterprise #1: Der falsche Prophet               | Spock, Messiah!                                                       |
| 297 | 1978 | Gordon R. Dickson                              | Dilbia: Der Agent                                           | Spacepaw                                                              |
| 298 | 1978 | Marion Zimmer Bradley                          | Darkover #6: Die Amazonen von Darkover                      | The Chattered Chain                                                   |
| 299 | 1978 | A.E. van Vogt                                  | Beherrscher der Zeit                                        | Masters of Time                                                       |
| 300 | 1978 | A. Bertram Chandler                            | John Grimes #23: Flug ins Gestern                           | The Way Back                                                          |
| 301 | 1978 | Clark Darlton                                  | Der Sprung ins Jenseits (auch: Das Leben endet nie)         |                                                                       |
| 302 | 1978 | A.E. van Vogt                                  | Intelligenzquotient 10.000                                  | Supermind (F)                                                         |
| 303 | 1978 | Frederik Pohl & Jack Williamson                | Objekt Lambda                                               | Farthest Star (F)                                                     |
| 304 | 1978 | Harry Harrison                                 | Welt im Fels                                                | Captive Universe                                                      |
| 305 | 1978 | James Blish / J. A. Lawrence                   | Raumschiff Enterprise #2: Die Enterprise im Orbit (A)       | Star Trek 12                                                          |
| 306 | 1978 | Samuel R. Delany                               | Toron #1: Sklaven der Flamme                                | Captives of the Flame                                                 |
| 307 | 1978 | Gordon R. Dickson                              | Weltraumschwimmer                                           | The Space Swimmers                                                    |
| 308 | 1978 | Samuel R. Delany                               | Toron #2: Die Türme von Toron                               | The Towers of Toron                                                   |
| 309 | 1979 | James White                                    | Das zweite Leben (S)                                        | Monsters and Medics                                                   |
| 310 | 1979 | Samuel R. Delany                               | Toron #3: Stadt der tausend Sonnen                          | City of a Thousand Suns                                               |
| 311 | 1979 | Ray Cummings                                   | Eroberer der Unendlichkeit                                  | Explorers Into Infinity (F)                                           |
| 312 | 1979 | Keith Laumer                                   | Intelligenz aus dem Nichts                                  | The Infinite Cage                                                     |
| 313 | 1979 | Jack Williamson                                | Der galaktische Kontakt                                     | Bright New Universe                                                   |
| 314 | 1979 | A.E. van Vogt                                  | Das Zeitpendel (S) 7                                        | Pendulum                                                              |
| 315 | 1979 | Harry Harrison                                 | Zeitreise in Technicolor                                    | The Technicolor Time Machine (auch: The Time-Machined Saga)           |
| 316 | 1979 | Eric Frank Russell                             | Seelen-Transfer (S)                                         | Somewhere a Voice                                                     |
| 317 | 1979 | Kathleen Sky                                   | Raumschiff Enterprise #3: Mission auf Arachnae              | Vulcan!                                                               |
| 318 | 1979 | Frederik Pohl                                  | Tod den Unsterblichen                                       | Drunkard’s Walk                                                       |
| 319 | 1979 | H. Beam Piper                                  | Fuzzy #1: Der kleine Fuzzy                                  | Little Fuzzy                                                          |
| 320 | 1979 | Leigh Brackett                                 | Skaith #1: Der sterbende Stern                              | The Ginger Star (F)                                                   |
| 321 | 1979 | H. Beam Piper                                  | Fuzzy #2: Fuzzy Sapiens                                     | Fuzzy Sapiens (auch: The Other Human Race)                            |
| 322 | 1980 | Lin Carter                                     | Kaiser des Mars                                             | The Man Who Loved Mars                                                |
| 323 | 1980 | Joe Haldeman                                   | Raumschiff Enterprise #4: Welt ohne Sterne                  | World Without End                                                     |
| 324 | 1980 | Leigh Brackett                                 | Skaith #2: Dämon aus dem All                                | The Hounds of Skaith                                                  |
| 325 | 1980 | Joe Haldeman                                   | Raumschiff Enterprise #5: Duell der Mächtigen               | Planet of Judgmen                                                     |
| 326 | 1980 | Leigh Brackett                                 | Skaith #3: Planet im Aufbruch                               | The Reavers of Skaith                                                 |
| 327 | 1980 | Harry Harrison                                 | Brion Brand #1: Retter einer Welt                           | Planet of the Damned (auch: Sense of Obligation)                      |
| 328 | 1980 | Stephen Goldin                                 | Raumschiff Enterprise #6: Das private Universum             | Trek to Madworld                                                      |
| 329 | 1980 | Ernst Vlcek                                    | Gib mir Menschen (S)                                        |                                                                       |
| 330 | 1980 | Gerard Klein                                   | Die Herren des Krieges                                      | Les Seigneurs de la guerre                                            |
| 331 | 1980 | Frederik Pohl                                  | Lebewohl, Erde (S)                                          | The Early Pohl                                                        |
| 332 | 1980 | L. Sprague de Camp                             | Der große Fetisch                                           | The Great Fetish (F)                                                  |
| 333 | 1980 | S. Marshak & M. Culbreath                      | Raumschiff Enterprise #7: Der Preis der Unsterblichkeit     | The Price of the Phoenix                                              |
| 334 | 1980 | A.E. van Vogt                                  | Zeitstop 1704                                               | Cosmic Encounter                                                      |
| 335 | 1981 | H. Beam Piper                                  | Der kosmische Computer                                      | The Cosmic Computer (F) (auch: Junkyard Planet)                       |
| 336 | 1981 | Dan Morgan                                     | PSI-Agenten #4: Esper unter uns                             | The Country of the Mind                                               |
| 337 | 1981 | Robert Silverberg                              | Jenseits der Zeit (S)                                       | Valley Beyond Time                                                    |
| 338 | 1981 | S. Marshak & M. Culbreath                      | Raumschiff Enterprise #8: Der Fluch des Phönix              | The Fate of the Phoenix                                               |
| 339 | 1981 | Andre Norton                                   | Traum ohne Wiederkehr 8                                     | Perilous Dreams                                                       |
| 340 | 1981 | James Gunn                                     | Der Gamma-Stoff (S) 9                                       | The Immortals                                                         |
| 341 | 1981 | Lloyd Biggle, jr.                              | Jan Darzek #5: Die Sonnenmacher                             | The Whirligig of Time                                                 |
| 342 | 1981 | Andre Norton                                   | Sternenteufel                                               | Yurth Burden                                                          |
| 343 | 1981 | Jesco von Puttkamer                            | Der schlafende Gott (F) 10                                  |                                                                       |
| 344 | 1981 | E. C. Tubb                                     | Im Bann des Omphalos                                        | Pawn of the Omphalos                                                  |
| 345 | 1981 | G. O. Smith                                    | Das Geheimnis der Wunderkinder                              | The Fourth “R” (auch: The Brain Machine)                              |
| 346 | 1981 | David Gerrold                                  | Raumschiff Enterprise #9: Der galaktische Mahlstrom         | The Galactic Whirlpool                                                |
| 347 | 1982 | G. O. Smith                                    | Relaisstation Venus (S)                                     | The Complete Venus Equilateral – Volume One                           |
| 348 | 1982 | Isidore Haiblum                                | Die Rückkehr der Astronauten                                | The Return                                                            |
| 349 | 1982 | G. O. Smith                                    | Der Strahlenpirat (S)                                       | The Complete Venus Equilateral – Volume One / Two                     |
| 350 | 1982 | Günter M. Schelwokat & Hermann Urbanek (Hrsg.) | Terra Science Fiction (A) 11                                |                                                                       |
| 351 | 1982 | E. C. Tubb                                     | Kontinuum des Todes                                         | Stardeath                                                             |
| 352 | 1982 | G. O. Smith                                    | Das Ende der Weltraumstadt (S)                              | The Complete Venus Equilateral – Volume Two                           |
| 353 | 1983 | Leigh Brackett                                 | Der große Sprung                                            | The Big Jump                                                          |
| 354 | 1983 | Andreas Werning                                | Die Sirenen von Kalypso                                     |                                                                       |
| 355 | 1983 | Kurt Mahr                                      | Conquest #2: Eine Welt für Menschen                         |                                                                       |
| 356 | 1983 | Edmund Cooper                                  | Die Entbehrlichen #1: Testplanet Kratos                     | The Deathworms of Kratos                                              |
| 357 | 1983 | Edmund Cooper                                  | Die Entbehrlichen #2: Die Ringe des Tantalus                | The Rings of Tantalus                                                 |
| 358 | 1983 | Harry Harrison                                 | Die Galaxis-Rangers                                         | Star Smashers of the Galaxy Rangers                                   |
| 359 | 1984 | Edmund Cooper                                  | Die Entbehrlichen #3: Kriegsspiele auf Zelos                | The War Games of Zelos                                                |
| 360 | 1984 | Christopher Anvil                              | Pandoras Planet                                             | Pandora’s Planet                                                      |
| 361 | 1984 | Edmund Cooper                                  | Die Entbehrlichen #4: Das Gift von Argus                    | The Venom of Argus                                                    |
| 362 | 1984 | Keith Laumer                                   | Der Krieg mit den Hukk                                      | The Glory Game                                                        |
| 363 | 1984 | Jack Vance                                     | Das Gehirn der Galaxis (S)                                  | The Worlds of Jack Vance                                              |
| 364 | 1984 | Harry Harrison                                 | Der Daleth-Effekt                                           | In Our Hands, the Stars (auch: The Daleth Effect)                     |
| 365 | 1985 | Frederik Pohl                                  | Signale (S)                                                 | Digits and Dastards                                                   |
| 366 | 1985 | Jack C. Haldeman II                            | Raumschiff Enterprise #10: Captain Perrys Planet            | Perry’s Planet                                                        |
| 367 | 1985 | Isidore Haiblum                                | Interwelt                                                   | Interworld                                                            |
| 368 | 1985 | Gordon Eklund                                  | Raumschiff Enterprise #11: Im Kern der Galaxis              | The Starless World                                                    |
| 369 | 1985 | Chad Oliver                                    | Die neue Menschheit                                         | Giants in the Dust                                                    |
| 370 | 1985 | Michael Nagula (Hrsg.)                         | Jenseits der Finsternis (A)                                 |                                                                       |
| 371 | 1986 | Isidore Haiblum                                | Die Mutanten kommen                                         | The Mutants Are Coming                                                |

Anmerkungen: